# Sepulcro del infante Felipe de Castilla
El sepulcro del infante Felipe de Castilla, que forma pendant con el sepulcro de Inés de Guevara, se conserva en la iglesia de Santa María la Blanca de Villalcázar de Sirga, templo vinculado a la Orden del Temple y situado en la localidad palentina de Villalcázar de Sirga, que dista 10 kilómetros de Carrión de los Condes.
Según algunos autores, tanto el sepulcro del infante Felipe, que fue hijo del rey Fernando III de Castilla y falleció el día 28 de noviembre de 1274, como el de su esposa, Inés de Guevara, que se encuentra en el mismo emplazamiento, son obras «paradigmáticas», excepcionales y de las más ricas y destacadas de su época, ya que se trata de dos sepulcros «exentos ricamente ornamentados y policromados», sin contar con que ambos son semejantes en lo que a forma e iconografía se refiere, lo que corrobora plenamente su condición de pendant, a juicio de Olga Pérez Monzón, que también aseguró que el sepulcro de Inés posee una mayor «dimensión escatológica» que el de su esposo, ya que este destaca por el carácter más profano o «mundano» de sus pasajes. Y el historiador Ricardo del Arco y Garay no vaciló en afirmar que ambos sepulcros son «probablemente los mejores del primer gótico en España», debido a que:

Conservan parte de la primitiva policromía, que las hacía maravillosas urnas funerarias, y están esculpidas en ellos las ceremonias religiosas y familiares de los entierros principescos de la Edad Media, constituyendo un valioso documento para el estudio de la indumentaria...son dos monumentos capitales en la historia del arte funerario español, desde el punto de vista de las costumbres, los trajes, los muebles, la panoplia, los arneses y la heráldica del siglo XIII.

Sánchez Ameijeiras señaló que este sepulcro contiene la «más antigua representación», en tierras castellanas, del cortejo fúnebre de un noble, a lo que hay que añadir que,  al haber sido secuenciado el cortejo en los cuatro lados del sarcófago, constituye por ello también una novedosa aportación en cuanto a escultura funeraria castellana se refiere. Y la historiadora Olga Pérez Monzón subrayó que el sepulcro del infante destaca debido a su extraordinario «valor artístico intrínseco» y, sobre todo:

por su contenido político al visualizar de forma plástica la actitud de disidencia y confrontación política que el noble protagonizó contra la política de reafirmación del poder monárquico encabezada por su hermano, el rey Alfonso X el Sabio.

Según Pérez Monzón, lo que realmente manifiesta el sepulcro del «levantisco infante», como lo calificó María Ángela Franco Mata, es la oposición de este último hacia la política de Alfonso X de reforzamiento de la autoridad de la Corona en detrimento de la nobiliaria, por lo que la repetición del escudo del infante en el sepulcro, así como el epitafio grabado en él, pretenden resaltar su condición de «hijo de rey», al tiempo que minimiza su condición de «hermano de rey», narrando las exequias esculpidas en el sepulcro de modo idéntico a como lo hacían los reyes de la época, lo que a juicio de dicha historiadora no tiene nada de casual. Y según el catedrático Joaquín Yarza Luaces, la posición de la estatua yacente, en la que el difunto aparece con las piernas cruzadas y con la espada en alto, demuestra no poca «arrogancia y engreimiento».

## Autoría y cronología

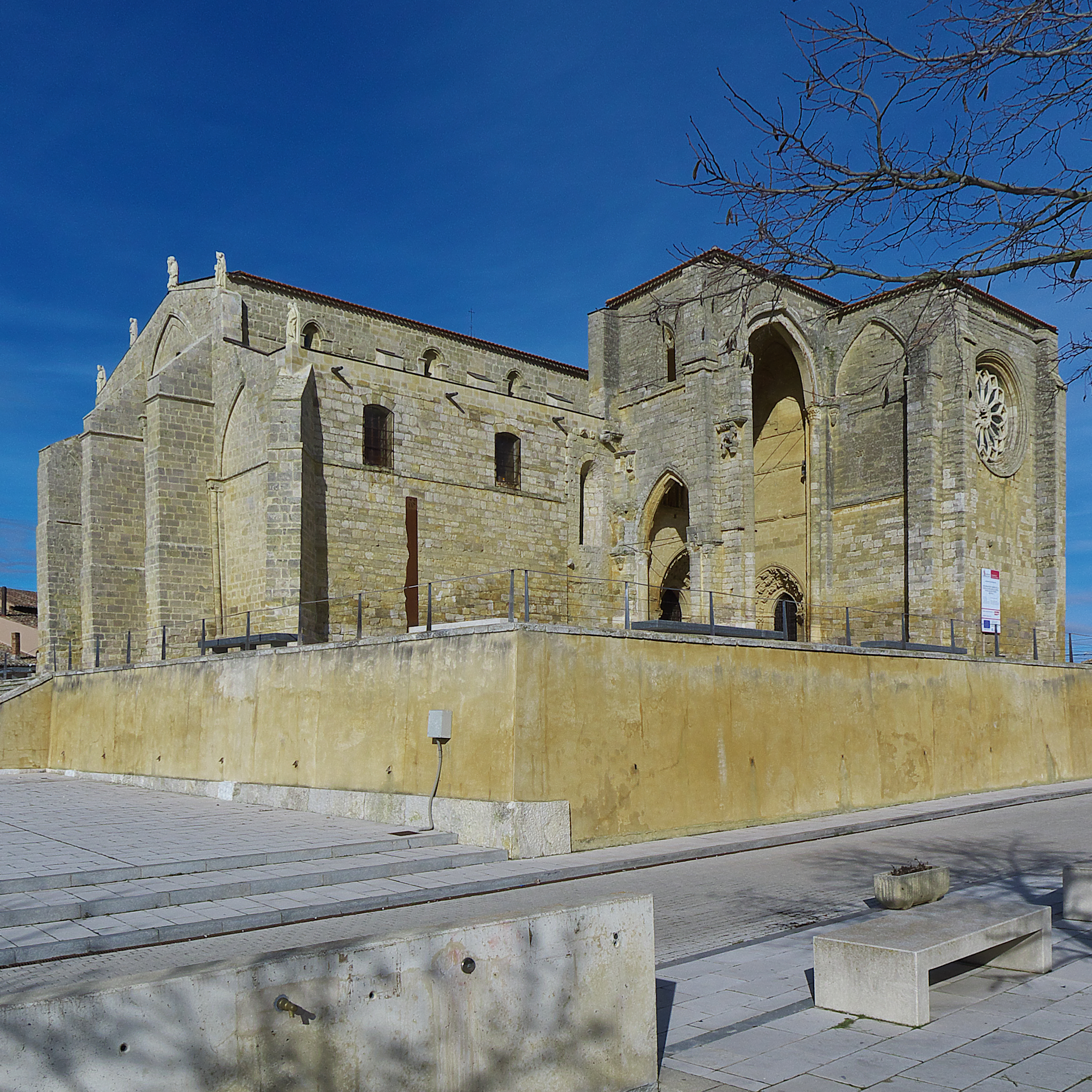
Fachada sur de la iglesia de Santa María la Blanca de Villalcázar de Sirga. (Provincia de Palencia).

Algunos eruditos indican que, al igual que el de Inés de Guevara, debió ser labrado en la primera mitad del siglo XIII, aunque otros han precisado que debió ser ejecutado hacia 1274, basándose en la fecha de defunción del infante. La profesora Clementina Julia Ara Gil considera que estos sepulcros son obra de un taller palentino y posteriores a 1260, mientras que Nuria Torres Ballesteros afirma, basándose en el sepulcro de Inés de Guevara y en algunos aspectos estéticos, que deben ser fechados hacia 1300, aunque admite que tal vez el del infante fuera realizado un poco antes. Y el heraldista Faustino Menéndez-Pidal de Navascués, por su parte, indicó que los sepulcros debieron ser realizados después de noviembre de 1275, ya que fue en esos momentos cuando se concedió permiso a la Orden templaria para edificar una iglesia y un hospital en Villalcázar de Sirga.
Tradicionalmente se ha señalado que fueron labrados por Antón Pérez de Carrión, del taller de Carrión de los Condes, y autor de otros sepulcros en el monasterio de Santa María la Real de Aguilar de Campoo, que es un municipio situado también en la provincia de Palencia, y de otros en el monasterio de San Zoilo, situado en Carrión de los Condes, aunque ya Elías Tormo indicó que esa autoría solamente es una probabilidad, como destacó Arco y Garay.
La semejanza de ambos sepulcros demuestra que ambos fueron realizados al mismo tiempo o con «poquísima diferencia», según Ricardo del Arco y Garay. Y cabe la posibilidad, como apuntó Sánchez Ameijeiras, de que el sepulcro hubiera sido labrado por entalladores, ya que estos profesionales se dedicaban tanto a la escultura como a la pintura en esa época.

## Historia

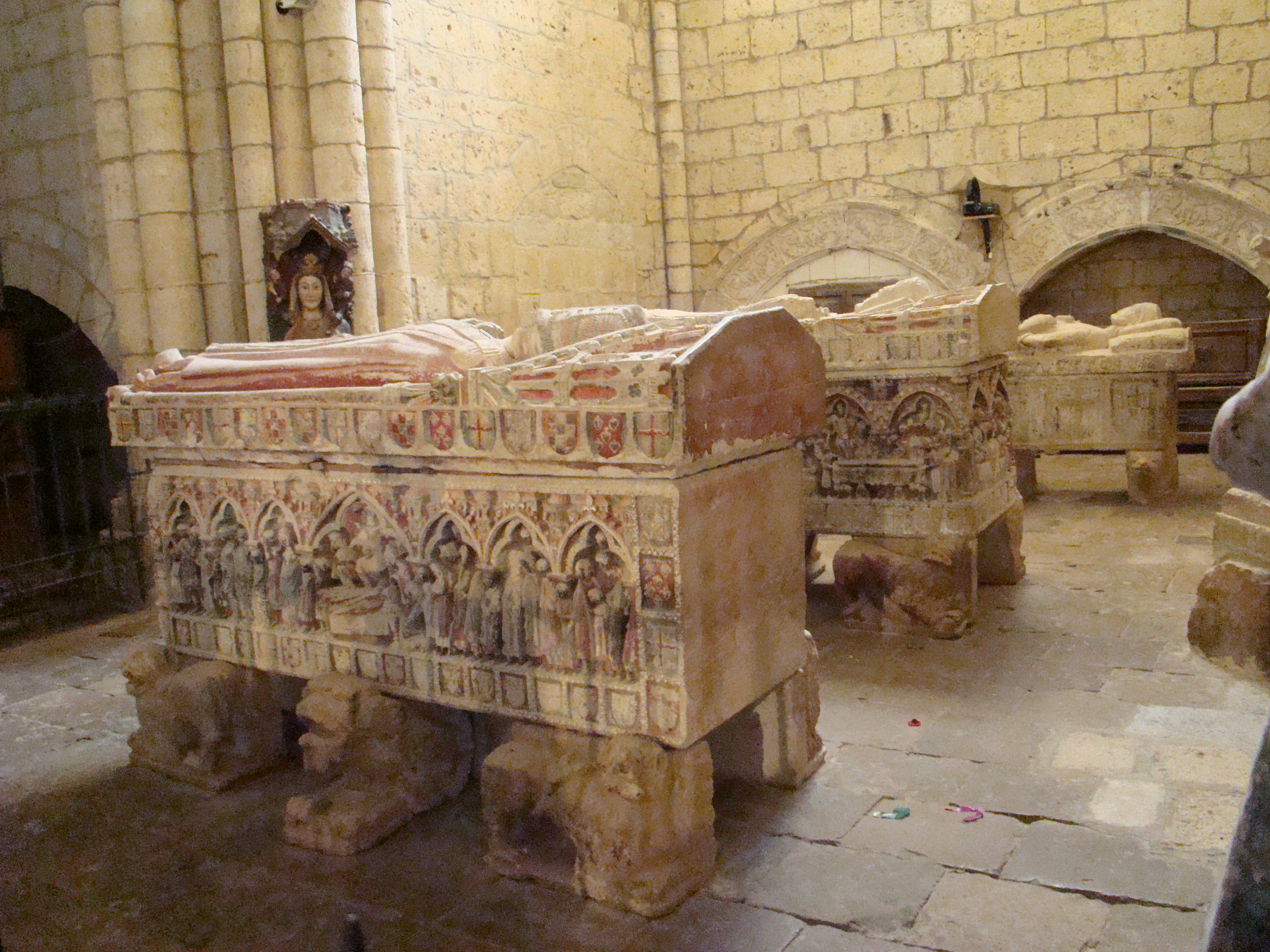
Sepulcros del infante Felipe y de Inés de Guevara.

El infante dispuso ser enterrado en la iglesia de Santa María la Blanca de Villalcázar de Sirga, y, en opinión de Olga Pérez Monzón, ello fue debido a la ubicación del municipio en una de las principales vías del Camino de Santiago, a la fama devocional conseguida por la imagen de Santa María la Blanca gracias a las Cantigas de Santa María, de Alfonso X el Sabio, que dedicó al menos doce cantigas a esta imagen, y al hecho de que Villalcázar de Sirga fuera en esos momentos la única encomienda de los Caballeros templarios al norte del río Duero, lo que llevó a la historiadora Rocío Sánchez Ameijeiras a afirmar que en la época del infante «Villasirga era un escaparate político de primer orden».
Aunque en el pasado se supuso que en el sepulcro que forma pendant con el del infante había sido sepultada su tercera esposa, Leonor Rodríguez de Castro, o incluso una hija ilegítima del infante Felipe llamada Beatriz Fernández, en la actualidad ha quedado plenamente demostrado que la ocupante del sarcófago es la segunda esposa de Felipe de Castilla, Inés de Guevara,  algo corroborado por los escudos y emblemas heráldicos esculpidos en el sepulcro, que no se corresponden con los de la Casa de Castro, sino con los de las familias Guevara y Girón, como demostró plenamente Menéndez Pidal de Navascués.
Los sepulcros del infante Felipe y de su segunda esposa estuvieron colocados en el pasado en el coro del templo, hasta que la Comisión de Monumentos de la provincia decidió trasladarlos a la capilla de Santiago del templo en 1926, donde permanecen en la actualidad, lo cual tuvo que ocurrir aproximadamente entre 1919 y 1932, como ha calculado Sánchez Ameijeiras basándose en los documentos de la época. Al lado del sepulcro donde yace el infante, se encuentra el sepulcro que cobija los restos de su segunda esposa, y en la misma capilla se encuentra actualmente un tercer sepulcro, realizado en el siglo XIV, en el que se encuentra sepultado un caballero de la Orden de Santiago.

A consecuencia del Terremoto de Lisboa de 1755, la iglesia de Santa María la Blanca sufrió gravísimos daños y también los sepulcros, quedando partida por la mitad en aquellos momentos la tapa del sepulcro del infante, sobre la que está su estatua yacente, ya que se desplomó sobre ella la bóveda del último tramo de la nave principal del templo.

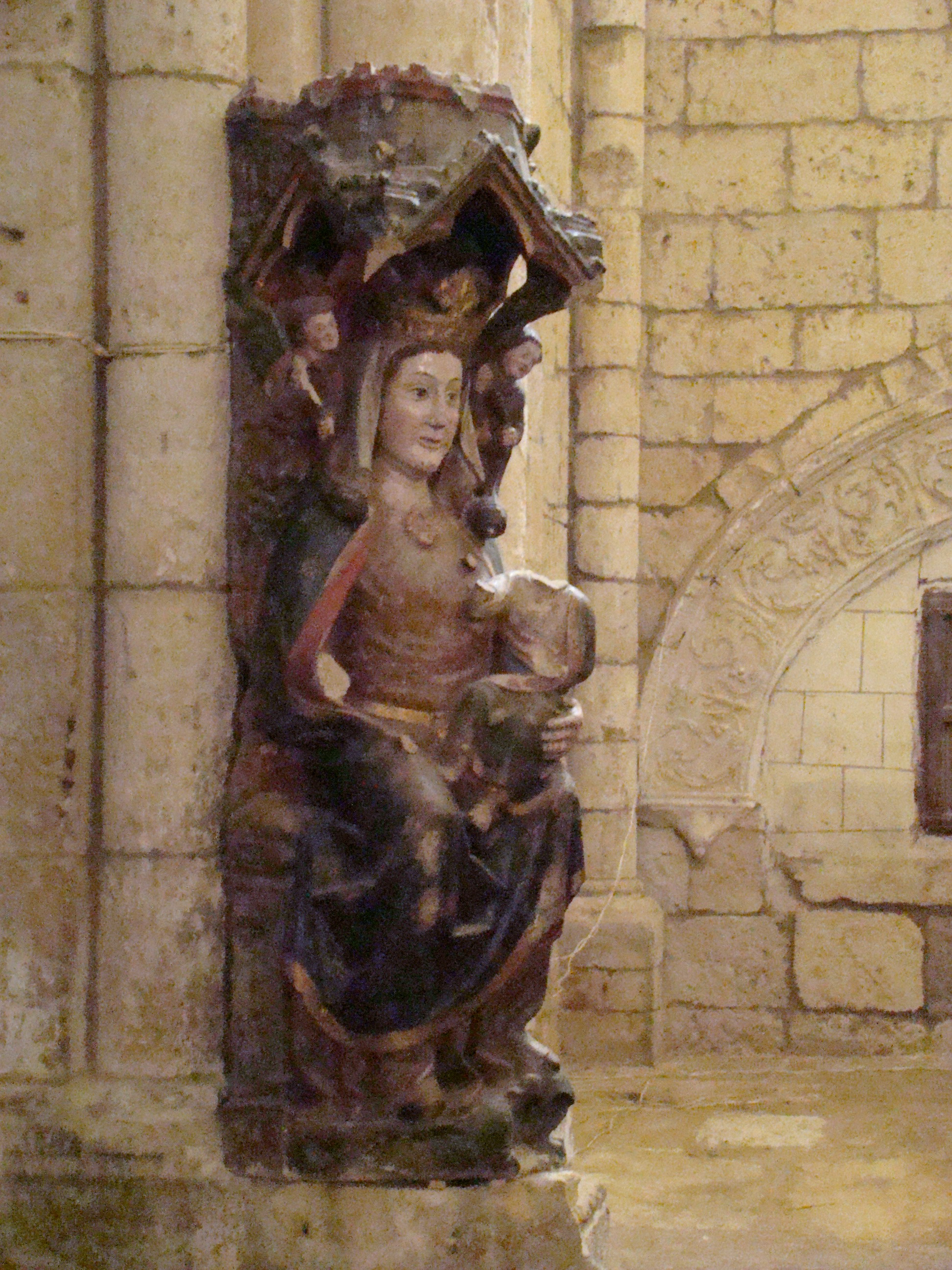
Imagen sedente de la Virgen María, protagonista de las Cantigas, en la capilla de Santiago de la iglesia de Santa María la Blanca de Villalcázar de Sirga. Esta imagen es una copia, y unos veinte años posterior, de la imagen sedente de la Virgen que da nombre al templo y que está ubicada en el retablo mayor de la iglesia.

Algunos autores han planteado la hipótesis de que los sepulcros del infante Felipe y de su esposa, junto con una imagen sedente y entronizada de la Virgen María que es la protagonista de las Cantigas, estuvieran colocados al principio a los pies del templo y con una escenografía similar a la existente en la primitiva Capilla Real de la catedral de Sevilla, donde la Virgen de los Reyes, también sedente y entronizada, se hallaba junto a los sepulcros de Fernando III, Beatriz de Suabia y Alfonso X.
El sepulcro que contiene los restos del infante Felipe fue abierto en numerosas ocasiones, como por ejemplo por García Manrique en 1497; por los condes de Villasirga en 1702; por el coronel de Guardias Valonas Pedro Cano en 1711; por otros condes de Villasirga en 1736; por el doctor Balcázar, médico de los benedictinos de Frómista, en 1739; por unos frailes curiosos en 1742; por el cirujano Vicente Varela, cumpliendo órdenes del rey Fernando VII, en 1815; por el intendente provincial en 1840, y cuatro años más tarde, en 1844, por el mismo individuo, para llevar a la Corte el manto de Inés de Guevara por orden de la reina Isabel II; por M. Meifredes en 1857; por el conde de Alcolea y Villalcázar, en 1861; por el marqués de Vallejo en 1865 y por la Comisión de Monumentos de la provincia en 1897 y en 1927.
El prelado Andrés de Bustamante, que fue obispo de Palencia, ordenó, a mediados del siglo XVIII, colocar una cerradura en el sepulcro, ya que hasta entonces era fácil destaparlo, dejando de ello testimonio el padre Enrique Flórez en su obra Memorias de las Reinas Católicas, y Antonio Ponz en el tomo XI de su Viage de España.
En 1901 el cadáver del infante Felipe fue estudiado detenidamente por el doctor Francisco Simón y Nieto, que pudo comprobar que los restos se correspondían con los de «un hombre corpulento, rubio y de elevada estatura», hallando además en el sepulcro doce «tarjetas de visita» correspondientes a otras tantas aperturas de la tumba por diversos visitantes y curiosos.

## Descripción

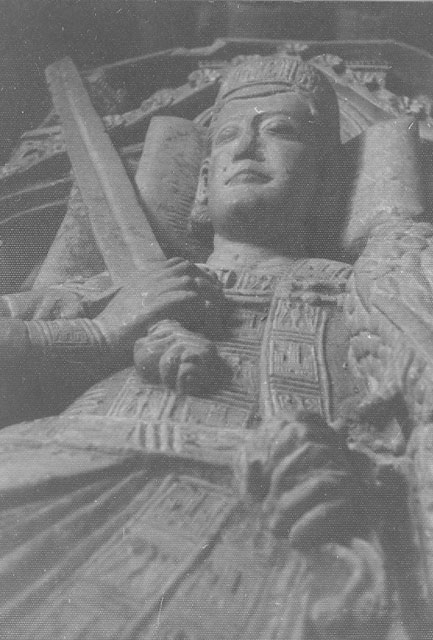
Estatua yacente del infante Felipe de Castilla.

El sepulcro del infante Felipe, realizado todo él en piedra, mide 245 centímetros de longitud, aunque otros autores precisan que mide casi 270 de largo por 0,85 metros de anchura en la cabecera y 0,70 en los pies, siendo más estrecho por tanto en el extremo donde reposan los pies del difunto. Tanto la cubierta o tapa como la caja sepulcral están adornados con relieves, esculpidos a finales del siglo XIII, en los que las escenas se van sucediendo, insertas en una serie de arquillos lobulados, entre los que aparecen torrecillas almenadas intercaladas, desde las que un grupo de personas aparecen contemplando las escenas que se desarrollan a sus pies:
- En el primer grupo de figuras esculpidas, que se halla colocado en la cabecera del sepulcro, aparecen representados los últimos momentos del infante Felipe de Castilla, recostado en su lecho,[49] y acompañado por su esposa, dos religiosos, una dama, un magnate, y dos figuras más, una de ellas juvenil, que únicamente muestran sus rostros.
- En el segundo aparecen ocho plañideras, vestidas con túnicas y ropones.
- La viuda del infante, montada a caballo, y llevando ropas de luto y tocas, y dos damas junto a ella con hábitos monacales.
- En el cuarto grupo se muestran tres caballeros que preceden a la viuda del infante.
- El féretro del difunto infante, conducido por tres escuderos vestidos con túnicas y capas. Detrás de los tres escuderos, otros tres les siguen como relevo.
- En el sexto aparecen tres escuderos a caballo. Las monturas llevan gualdrapas carmesíes, mientras que los escuderos, que van vestidos de blanco, portan sus escudos vueltos del revés, en señal de luto. En el mismo grupo se muestran dos pajes vestidos con túnicas.
- El caballo de batalla del infante Felipe, su portaestandarte, dos heraldos y los trompeteros. El caballo del infante, que aparece portando el escudo del difunto vuelto del revés, aparece engalanado con dos mantillas, una de color azul, y otra de color verde. En el tercio posterior del caballo aparecen, sobre una gualdrapa, castillos y águilas, emblemas heráldicos que componían el escudo del infante Felipe.
- En el octavo grupo aparece un heraldo portando el pendón del infante.
- En el grupo noveno aparecen representadas la viuda del infante, dos de sus damas de honor, dos plañideras, y las dueñas de la viuda.
- En los grupos décimo y undécimo se muestran religiosos de cuatro órdenes diferentes: franciscanos, agustinos, benedictinos y cistercienses, y Sánchez Ameijeiras destacó que estos últimos aparecen encapuchados y con sus peculiares o «características mangas».[50]
- El último muestra los responsos finales pronunciados junto al féretro del infante. Alrededor del féretro aparecen prelados, abades, sacerdotes y sirvientes, mientras que el oficiante de la ceremonia aparece revestido con capa pluvial. Mientras, dos sirvientes se disponen a cerrar el féretro.La cruz roja, uno de los emblemas usados por la Orden del Temple.

La cruz roja, uno de los emblemas usados por la Orden del Temple.

Como se ha indicado, la secuencia representada en el sepulcro arranca con el infante recostado en su lecho de muerte y finaliza mostrando las oraciones finales por su alma, pero el cortejo fúnebre es, como señaló Pérez Monzón, el verdadero protagonista de la obra, pues llegó a afirmar que:

Lo distintivo de este sepulcro estriba en el cincelado en sus cuatro paredes de la más populosa y nutrida procesión fúnebre del medievo ya que, si bien es cierto que el tema de exequias se convirtió en un topos común en la escultura gótica castellana de los siglos XIII y XIV, las singularidades iconográficas desarrolladas en Sirga permiten realizar una lectura «en clave política» de la escenografía fúnebre desarrollada...El sepulcro de don Felipe, por consiguiente, no es novedoso en el tema cincelado, sino en el modo empleado en su ejecución. En Villalcázar, tres de las cuatro paredes de la caja sepulcral acogen un populoso cortejo fúnebre que parte del lecho de fallecimiento y concluye en el lugar donde recibe sepultura. El amplio desarrollo de esta secuencia la convierte en el tema preferente del cenotafio que, de este modo, prioriza sobre otras ceremonias de mayor tinte escatológico un evento de dimensión urbana y exaltación pública del finado. Acontecimiento, recordémoslo, citado en las Partidas, como la mejor expresión de la honra debida al monarca fallecido.

Sobre la tapa del sepulcro aparece colocada la estatua yacente que representa al infante Felipe de Castilla. La estatua aparece enmarcada por un templete, dispuesto sobre la tapa del sepulcro, que rodea la estatua, y en el que dos columnas y un arco sostienen el dosel que cubre la cabeza del infante, y a pesar de que el estilo del templete es gótico, se advierten en él influencias mudéjares. La estatua que representa al infante mide 2,17 metros, lo cual se asemeja a la realidad histórica del difunto representado, pues en 1897, cuando fue examinada la momia del infante, pudo advertirse que su estatura rozaba los dos metros de altura, por lo que en vida debió medir más de dos metros.
La cabeza del infante Felipe reposa sobre tres almohadones, y aparece cubierta con un bonete. El infante aparece vistiendo bata interior azul, túnica granate adornada con castillos y águilas, y manto de corte rojo y sujeto sobre el pecho con trabillas y cordones. El manto lleva una cenefa en la que aparecen los motivos heráldicos del infante Felipe, castillos y águilas. A los pies del infante aparece un perro, a cuyos pies a su vez aparecen dos conejos, sujeto mediante una cinta adornada con los motivos heráldicos del infante, y Sánchez Ameijeiras señaló que el sepulcro del infante Felipe destaca por ser el primero en el que aparecieron perros o lebreles a los pies del yacente en la Corona de Castilla, aunque probablemente ello sea más debido a razones artísticas que a una «pretendida evocación» del dolor de los animales.
Con la mano derecha el infante aparece empuñando su espada, mientras que con la izquierda aparece sosteniendo un halcón, y la pierna derecha del infante descansa cruzada sobre la otra, lo que al parecer era un privilegio papal del que disfrutaban los caballeros que habían participado en una guerra de cruzada, aunque este no fuera el caso concreto del infante Felipe, y como advirtió la profesora María Dolores Fraga Sampedro:

Si bien es cierto que algunos autores no participan de este concepto es verdad que tanto Alfonso X, como su hermano el príncipe Felipe, gozarían de este privilegio si participaran en Tierra Santa; en cualquier caso no fue así, pero sí sabemos, como analiza Ballesteros Bereta, que el infante Felipe intervino activamente en las campañas de Al-Andalus y hoy su imagen es recordada cara a la posteridad, con la característica pierna cruzada, a la manera de otros enterramientos conservados en Santa María de Aguilar de Campoo.

Escudo de armas del infante Felipe de Castilla, compuesto por castillos y por el águila de los Staufen, su familia materna.

Conviene señalar que la dama representada en el sepulcro de Inés de Guevara, parece ofrecer su corazón al difunto infante, en una «póstuma declaración de amor», en palabras de Rocío Sánchez Ameijeiras, aunque en opinión de esta autora, más bien se trata de «ruego póstumo por la salvación de la atormentada alma de don Felipe».
Toda la tapa del sepulcro está ornada con castillos y águilas, elementos que componen el escudo del infante Felipe, y con una cruz roja que no puede ser otra, como señaló Menéndez Pidal de Navascués, que la de los Caballeros templarios. Pero a diferencia de lo que ocurre con el sepulcro de Inés de Guevara, en el del infante sí hay decoración en la caja sepulcral en las zonas de la cabeza y de los pies, y mientras que en el lado de la cabeza se muestra la última escena de la vida del infante, en los pies se halla representado el caballo del difunto, con su silla de montar invertida en señal de duelo, y con pajes y hombres con trompetas dirigiéndose al entierro.
En total, en el sepulcro aparecen esculpidos 45 escudos, de los que 23 son las armas del infante, mientras que los 22 restantes son los de la Orden del Temple, cuyo emblema es una cruz roja. En el borde exterior de la tapa aparecen esculpidos otros 42 escudos, veintiuno en los que aparecen los motivos heráldicos del infante, y otros veintiuno con la cruz roja de los templarios. El sepulcro del infante descansa sobre cuatro leones y dos bichas, y en la cabecera de la tapa del sepulcro aparece esculpida una inscripción en latín, que carece de algunos fragmentos, y cuya traducción al castellano vendría a ser:

El año 1312, de la era cristiana, en las calendas del mes de Diciembre, vigilia de San Saturnino, murió el Infante Felipe, varón nobilísimo, hijo del Rey D. Fernando, cuya sepultura está en Sevilla, cuya alma, descanse en paz. Amén. El hijo pues yace aquí, en la Iglesia de Santa María de Villasirga, cuya alma sea encomendada al Dios omnipotente y a todos los santos. Digan todos un Padrenuestro, etc. Ave María, etc.

El epitafio del infante, como subrayó Pérez Monzón, destacó su condición de hijo del rey Fernando III al tiempo que omitía mencionar a su hermano, el rey Alfonso X, terminando con una petición de oraciones por el alma del difunto.

## Objetos extraídos

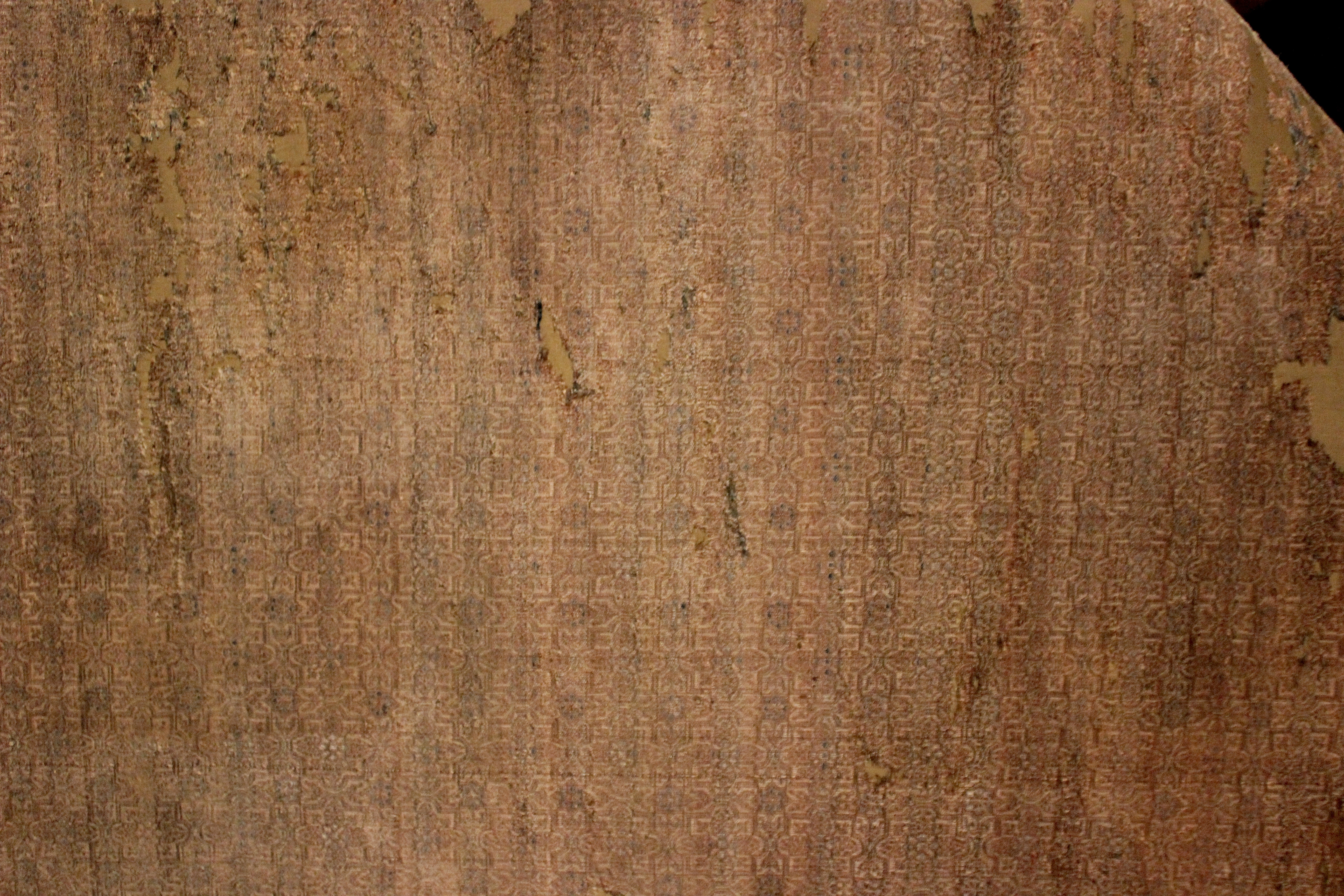
Capa o manto del infante Felipe de Castilla. (Museo Arqueológico Nacional de España, Madrid).

La mayor parte de la capa o manto del infante Felipe de Castilla se conserva en el Museo Arqueológico Nacional de Madrid, después de que en el año 1844 fuera llevada al Palacio Real de Madrid por orden de la reina Isabel II junto con otra serie de restos textiles procedentes de los sepulcros del infante y de su esposa. Y sobre esa capa la historiadora María Ángela Franco Mata asegura que:

La capa que envolvió el cadáver del infante es una de las piezas de indumentaria más representativas del s. XIII, obra nazarí decorada con motivos de lacería, rematado en bandas ornamentales epigráficas con la conocida inscripción baraka (felicidad), en caracteres cúficos.

En el Museo Arqueológico Nacional también se encuentran, además de la capa del infante, su bonete decorado con cuadrifolios y con múltiples escudos del infante, y el cojín sobre el que descansaba la cabeza de la momia de Inés de Guevara, de seda y decorado «ajedrezadamente» con los colores heráldicos del escudo de la difunta, así como otros fragmentos del atuendo del infante que fueron estudiados en su momento por Rodrigo Amador de los Ríos. Y entre esos fragmentos siempre ha destacado, «por su excelente estado de conservación, riqueza del tejido y labores peregrinas», en palabras de Arco y Garay, la capa o manto del infante, de brocado de seda y de 284 centímetros de ancho por 152 de alto. Los colores de las sedas son blanco, azul, amarillo y rojo, y en la parte inferior dispone de una cimbria amarilla, blanca y roja, junto con dos franjas en las que, sobre fondo de oro, aparecen unas inscripciones cúficas ornamentales que dicen: «Bendición».
La mayor parte de las piezas del sepulcro de la esposa del infante, que se encontraban en peor estado de conservación, junto con otras partes del ajuar del infante, fueron vendidas a varias personas e instituciones, como indicó Sánchez Ameijeiras. Y varios trozos de la capa del infante se encuentran repartidos por diferentes museos de todo el mundo, como el Victoria and Albert Museum de Londres, el Instituto Valencia de Don Juan de Madrid, el Museo Nacional de Diseño Cooper-Hewitt de Nueva York, el Museo de la Cámara de Comercio y de Industria de Lyon, el Art Institute of Chicago y el Museo Real de Arte e Historia de Bruselas.